# Mèo Ba Tư
Mèo Ba Tư hay còn gọi là mèo Ba Tư mặt tịt là một giống mèo có nguồn gốc từ Ba Tư.

## Đặc điểm
Chúng có bộ lông 2 lớp với lớp lông dài phía ngoài và lớp lông ngắn khá dày ở bên trong. Đuôi của chúng luôn xù nên việc chăm sóc cho bộ lông của giống mèo này là một công việc rất quan trọng nhất. Bạn đừng nên nghĩ đến việc mua về một chú mèo loại này nếu như không thể dành cho chúng một khoảng thời gian hàng ngày để chăm sóc bộ lông bằng các loại lược chuyên dụng. Việc chải lông này ít nhất tốn 10 phút, nhưng quan trọng là phải được thực hiện đều đặn hàng ngày.

## Tính cách
Giống mèo này có vẻ như không thích hợp lắm với những người chủ nhân ưa sạch sẽ vì chúng rụng lông rất nhiều. Tuy nhiên, nhờ có bản tính mềm mại, dễ chịu và ôn hòa, giống mèo Ba Tư vẫn tiếp tục được xếp vào những con vật được yêu thích nhất trong gia đình. Chúng rất thông minh, thân thiện và quyến luyến với chủ.
Bản tính ôn hòa của mèo Ba Tư là bằng chứng về các nhu cầu tương đối đơn giản của chúng và khả năng phù hợp với cuộc sống của những người chủ bận rộn nhất. Chúng không tỏ ra khó chịu khi bị nhốt trong nhà suốt ngày, và việc được thả ra vườn cũng không lấy gì làm quá quan trọng, mặc dù nếu được thả, chúng cũng sẽ sẵn sàng leo trèo cây cối với sự khoan khoái rõ rệt.
Ta có thể gặp mèo Ba Tư với rất nhiều màu lông khác nhau: Màu kem, màu cafe sữa, màu trắng, màu xám xanh, màu đỏ, màu nâu, vằn vện… Hiện nay, yêu cầu tuyệt đối của giống mèo này là mũi bé và mắt to nên những cá thể đạt được các tiêu chí trên có thể sẽ gặp khó khăn trong việc hít thở hoặc bị chảy nước mắt. Vì vậy, cần phải rất thận trọng khi lựa chọn cho mình chú mèo thuộc giống này.